# Buhaj

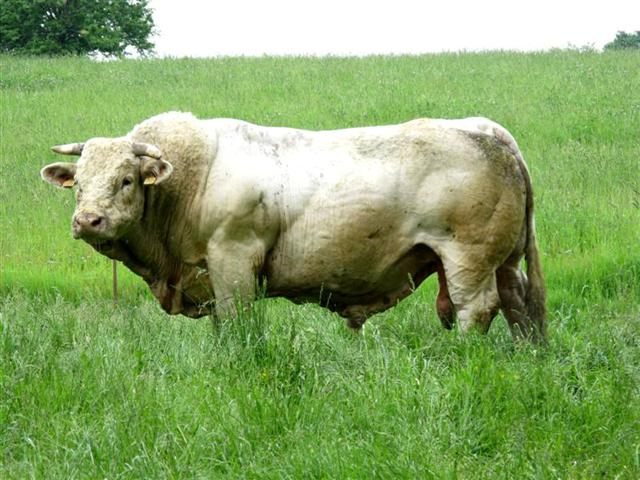
Buhaj rasy Charolaise

Buhaj (stadnik lub potocznie byk) – przeznaczony do rozpłodu samiec bydła domowego oraz żubra, tura, bawołów i innych gatunków z rodziny wołowatych. Wybierany do rozpłodu z linii, która wykazywała największą przydatność użytkową (mleczność, dobre przyrosty i wysoki procent tłuszczu w mleku). W punktach kopulacyjnych oraz stacjach unasieniania buhaje użytkuje się do ukończenia przez nie 5 lat, choć zachowują płodność dłużej.